# Râul Bordul, Valea Padeșului
Râul Bordului sau Râul Valea Bordului este un curs de apă afluent al râului Valea Padeșului. 

## Hărți
- Harta județului Timiș